# Styx (måne)
 For alternative betydninger, se Styx (flertydig). (Se også artikler, som begynder med Styx)
Styx  er en af dværgplaneten Plutos måner. Opdagelsen af Styx blev offentliggjort den 11. juli 2012. De første billeder af månen blev taget af rumfartøjet New Horizons i juli 2015. Styx er den næsttætteste måne til Pluto[kilde mangler] og den femte, der er opdaget.
Styx måler ca. 16 km over sin længste dimension og har en omløbstid på 20,16155 dage.